# Madeleine Tribolati
Madeleine Tribolati, född 23 mars 1905 i Paris, död där 25 oktober 1995, var en fransk fackföreningsledare. Hon är ihågkommen för sitt arbete under 1936 års förhandling av kollektivavtal, där hon krävde lika yrkesrätt för män och kvinnor och upprätthöll principen "för lika arbete, lika lön". 1946 blev hon vice generalsekreterare för den franska arbetstagarfederationen (Fédération des Employés) och 1948 vicepresident för den franska förbundet för kristna arbetare (CFTC).

## Biografi
Madeleine Tribolati föddes i Paris 1905 och var dotter till en arbetare och städerska. Även om hon gick i en sekulär statlig skola, blev hon alltmer dragen till katolicismen. Efter att ha börjat arbeta när hon var 13 år lärde hon sig om hur kvinnliga fackföreningar erbjöd kvinnor möjligheter att försvara sina rättigheter. 1924 gick hon med i den franska förbundet för kristna arbetare (CFTC) och gick en utbildning vid École Normale Sociale, där hon under de kommande tre åren lärde sig om kyrkans lära, arbetsrätt och fackföreningar i syfte att komma in i läraryrket (vilket hon dock aldrig gjorde).
I slutet av 1920-talet började hon arbeta som en stenograf och valdes in i stenografiska förbundets styrelse. Hon tjänstgjorde som ungdomsdelegat för CFTC och ledde ett antal ungdomsmöten fram till 1935 då hon gick med i styrelsen för arbetstagarfederationen. Under denna period bidrog hon ett antal artiklar till union periodicals La Travailleuse och Syndicalisme där hon skrev om förhållanden hos arbetande mödrar och hemmafruar, och betonade en kvinnas rätt till arbete med sloganen "à rendement égal, salaire égal" (för lika arbete, lika lön). Hennes slutsatsen användes i en rapport som hon presenterade till kvinnomötet före CFTC:s 16:e kongress där de togs i beaktande. 
Hennes framgång med att övertyga kvinnliga delegater från CGT att stödja hennes förslag om "det kvinnliga tillståndet" överraskade de manliga delegaterna med tanke på de fientliga relationerna mellan CGT och CFTC.
1946 valdes hon återigen till Arbetstagarförbundets vice generalsekreterare och vid CFTC:s 14:e kongress 1948 blev hon organisationens vicepresident. 1965 valdes hon återigen till vicepresident för CFTC, och lyckades få generalisering av tilläggspensioner 1972. Hon gick i pension 1975.
Madeleine Tribolati avled i Paris 1995.